# Omegna
Omegna is een stad in de Noord-Italiaanse regio Piëmont, in de provincie Verbano-Cusio-Ossola. De stad ligt op het noordelijkste punt van het Ortameer. De rivier de Nigoglia, die het water van het Ortameer afvoert, stroomt dwars door het centrum. De oudste vermelding van de stad dateert uit de vijfde eeuw, op een Romeinse kaart wordt de plaats Vemenia genoemd.
Tegenwoordig is Omegna een dynamische industrieplaats. Het centrum bezit weinig monumentale panden, maar wel een lange promenade langs het meer.
Ten oosten van Omegna opent zich het bergdal Val Strona. Dit dal is bekend vanwege de handwerksnijverheid zoals de houten Pinocchio-poppen.

## Geboren
- Giuseppe Nobili (1877-1908), carcinoloog

## Afbeeldingen

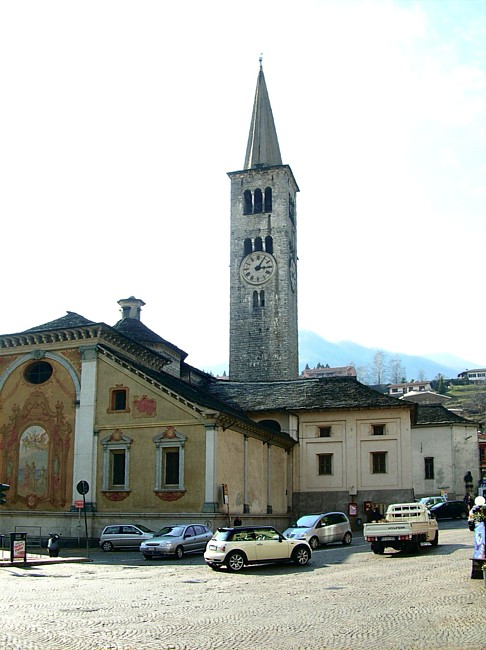
Omegna

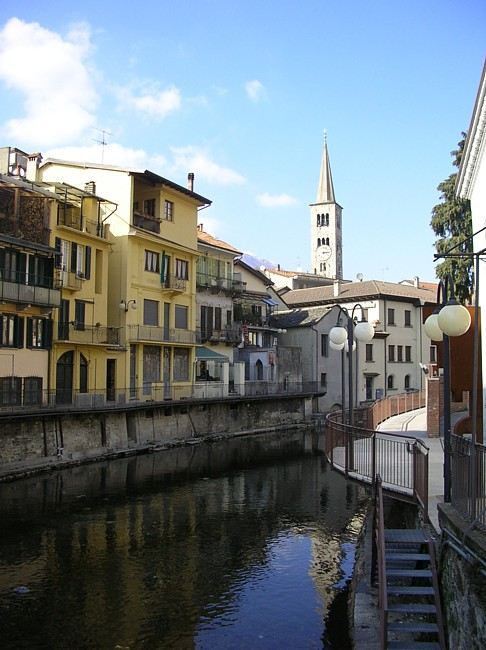
Nigoglia